# میتجا زاسترو
میتجا زاسترو (انگلیسی: Mitja Zastrow؛ زادهٔ ۷ مارس ۱۹۷۷) شناگر اهل پادشاهی هلند است.